# Alfred Terquem
Alfred Terquem (* 31. Januar 1831 in Metz; † 16. Juli 1887 in Lille) war ein französischer Experimentalphysiker. 

## Leben
Terquem studierte ab 1849 an der École normale supérieure in Paris. Ab 1852 unterrichtete er an verschiedenen Lyzeen sowie ab 1858 auch an der École normale. 1859 wurde er in Paris mit einer Arbeit über Schwingungsprobleme promoviert; auf diesem Gebiet arbeitete er auch später. 1866 wurde er Lehrbeauftragter an der Universität Straßburg und 1969 dort ordentlicher Professor. Während des Deutsch-Französischen Krieges wurde er 1871 kurzzeitig Professor an der Faculté des sciences in Marseille. 1872 wechselte er nach Lille, wo er bis zu seinem Tod im Jahr 1887 an der Faculté des sciences als Professor lehrte. In dieser Zeit arbeitete er auch mit Joseph Boussinesq zusammen.
Terquem verfasste mit seinem Kollegen B.-C. Damien ein Lehrbuch zur Experimentalphysik, das mehrfach aufgelegt wurde. Im Mai 1886 wurde er zum korrespondierenden Mitglied der Académie des sciences gewählt.

## Schriften (Auswahl)
- A. Terquem, B.-C. Damien: Introduction à la physique expérimentale. A. Hermann, Librairie Scientifique, Paris 1888, S. 291.
- Terquem, Boussinesq: Recherches sur la théorie des battements. In: J. Phys. Theor. Appl. Band 4, Nr. 1, 1875, S. 193–201, doi:10.1051/jphystap:018750040019300.
- A. Terquem: Description du nouveau cathétomètre M. Dumoulin-Froment. In: J. Phys. Theor. Appl. Band 2, Nr. 1, 1883, S. 496–503, doi:10.1051/jphystap:018830020049601.

## Anmerkung
1. ↑  In einigen Quellen wird als Geburtsdatum der 30. Januar 1831 genannt.

| Personendaten    | Personendaten          |
| ---------------- | ---------------------- |
| NAME             | Terquem, Alfred        |
| KURZBESCHREIBUNG | französischer Physiker |
| GEBURTSDATUM     | 31. Januar 1831        |
| GEBURTSORT       | Metz                   |
| STERBEDATUM      | 16. Juli 1887          |
| STERBEORT        | Lille                  |